# Oreoglanis omkoiense
Oreoglanis omkoiense — вид сомоподібних риб родини Sisoridae. Описаний у 2020 році.

## Назва
Видова назва omkoiense вказує на типове місцезнаходження виду в окрузі Омкой.

## Поширення
Ендемік Таїланду. Виявлений у гірському потоці в басейні річки Маетуен притоці річки Пінг  (одна з чотирьох основних приток річки Чао Прая) в провінції Чіангмай на півночі країни.